# Stojatka
Stojatka nebo také štantka je nádoba užívaná v lékárnách pro uchování mastí, kapslí a jiných léčivých přípravků. V minulosti sloužily k uložení např. račích očí, žabích stehýnek.
Stojatky byly vyráběny ze dřeva, kovu, keramiky, porcelánu nebo skla. Skleněné láhve byly opatřeny zábrusovu zátkou.
Historické stojatky můžeme vidět např. v historické lékárně Českého farmaceutického muzea Kuks nebo v lékárně U Černého orla ve Vidnavě či Vlastivědném muzeu v Olomouci.

## Galerie

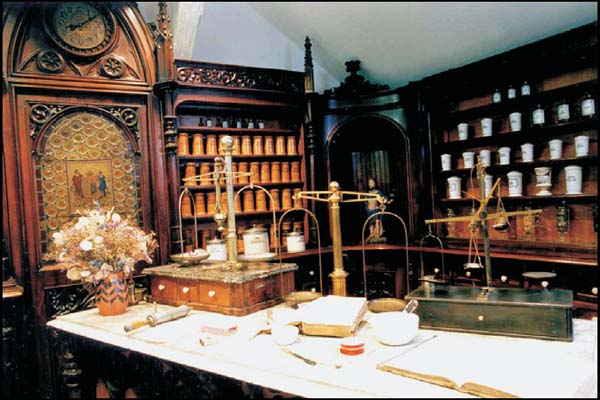
Stojatky v repositoriích v Žamberku
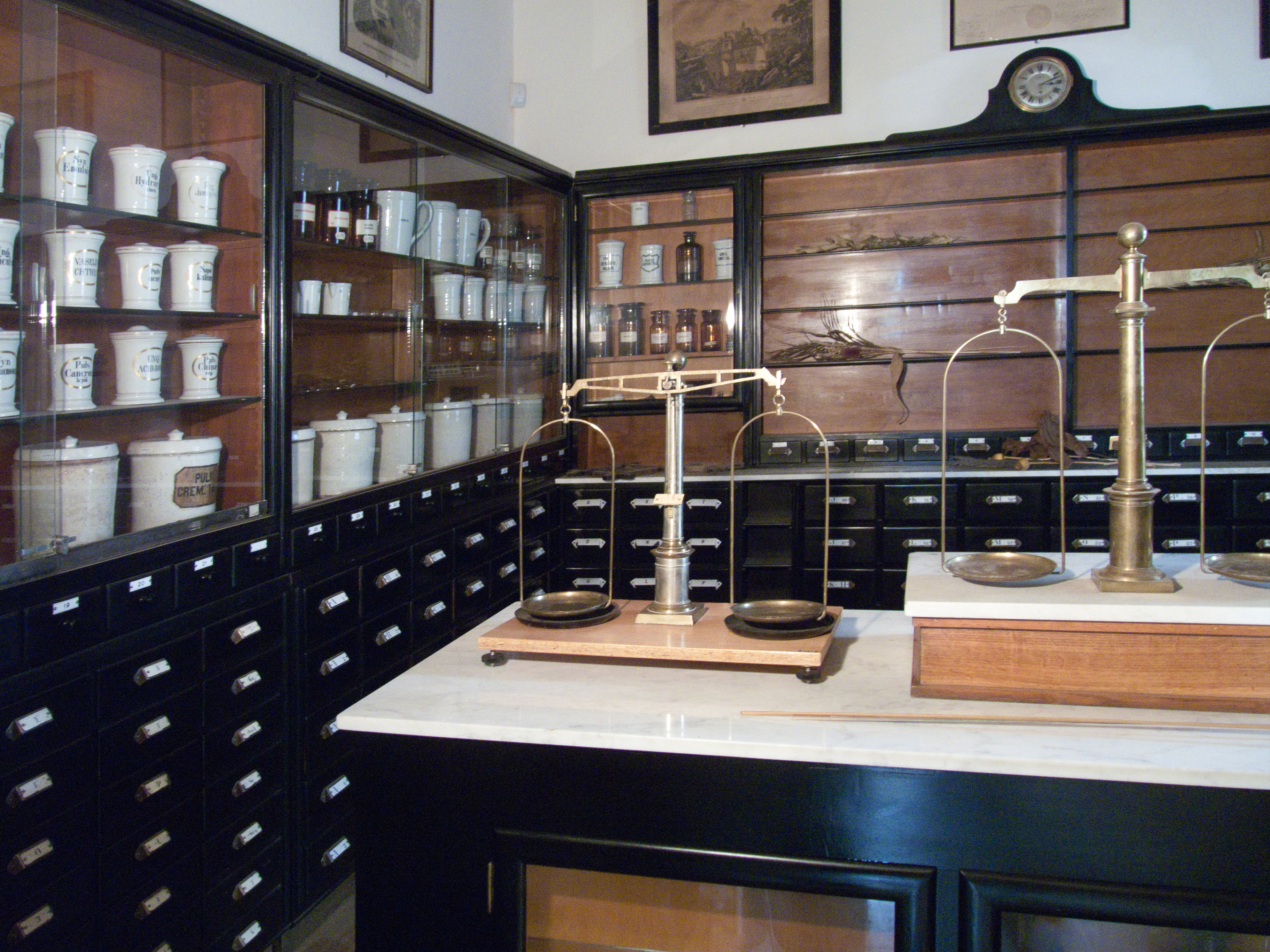
Lékárna v Lokti
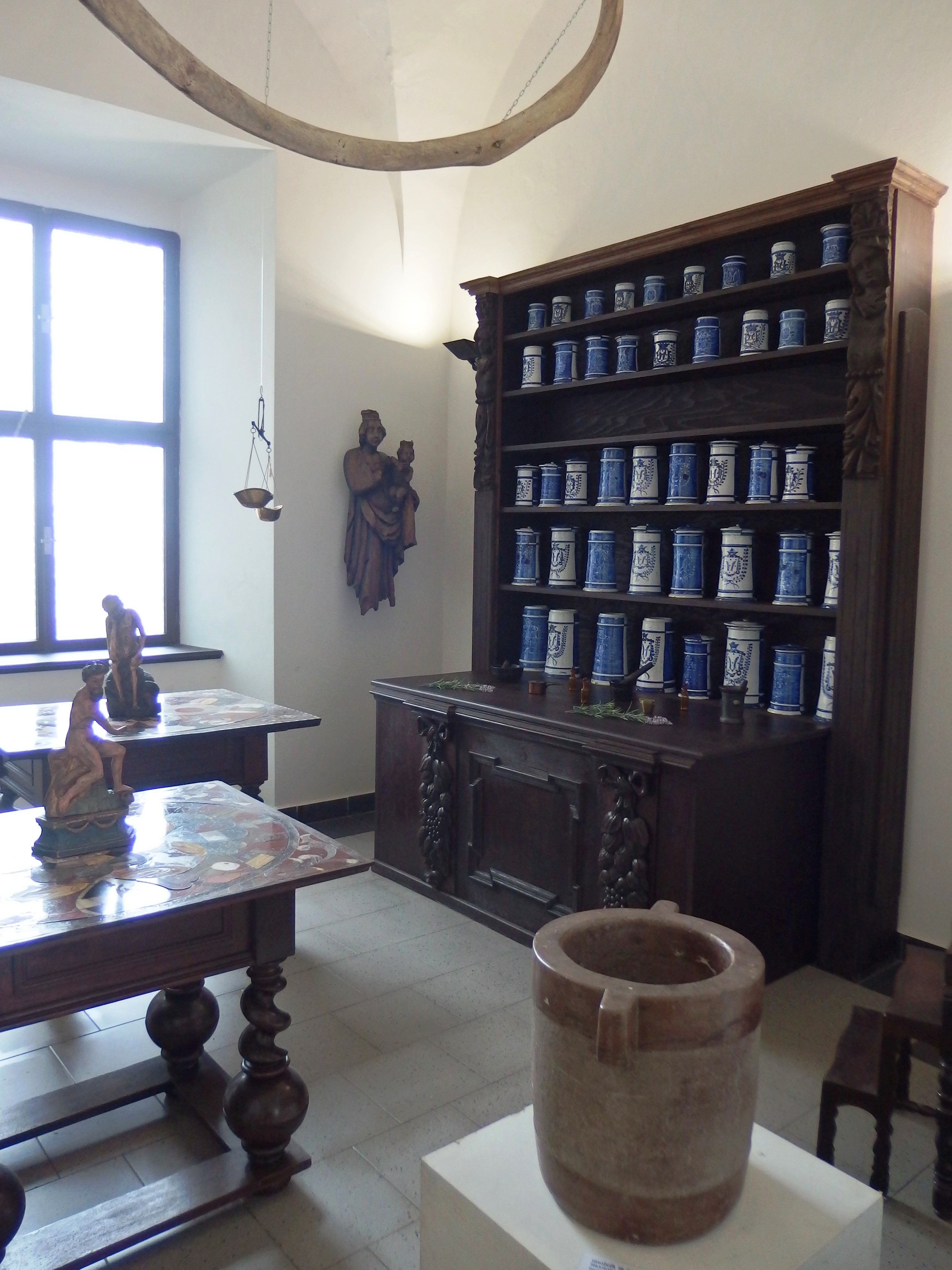
Stojatky v lékárně na zámku v Cholticích